# Якуб Ківьор
Якуб Пйотр Ківьор (пол. Jakub Piotr Kiwior; нар. 15 лютого 2000, Тихи, Польща) — польський футболіст, центральний захисник лондонського «Арсеналу» та збірної Польщі.

## Клубна кар'єра
Якуб Ківьор народився у місті Тихи, грати у футбол починав у місцевому клубі ГКС «Тихи», де у 2012 році перейшов до молодіжного складу. У 2016 році Ківьор приєднався до футбольної академії бельгійського «Андерлехта». У складі бельгійського клубу Ківьор вигравав молодіжну першість Бельгії та брав участь у Юнацькій лізі УЄФА.
У січні 2019 року футболіст перейшов до словацького клубу «Подбрезова». І вже в лютому того року захисник дебютував на професійному рівні. По закінченні того сезону влітку 2019 року Ківьор перейшов до складу іншого словацького клубу — «Жиліна».
Провівши в Словаччині ще два сезони, у літнє трансферне вікно 2021 року Ківьор переїхав до Італії, де підписав чотирирічний контракт з клубом «Спеція». Перехід поляка коштував італійському клубу 2,2 млн євро.
У січні 2023 року за 25 млн євро перейшов до складу лондонського «Арсенала».

## Збірна
З 16 - ти років Якуб Ківьор захищає кольори юнацьких збірних Польщі всіх вікових категорій. У 2020 році Ківьор отримав виклик до молодіжної збірної Польщі.

## Титули і досягнення
- Володар Суперкубка Англії (1):

«Арсенал»: 2023